# Dipturus healdi
Dipturus healdi es una especie de pez de la familia de los Rajidae en el orden de los Rajiformes.

## Morfología
Los machos pueden llegar a alcanzar los 58,7 cm de longitud total y las hembras 72.3.

## Reproducción
Es ovíparo y las hembras ponen huevos envueltos en una cápsula córnea.

## Hábitat
Es un pez de mar y de aguas profundas que vive entre 300-520 m de profundidad.

## Distribución geográfica
Se encuentra en el Océano Índico oriental: Australia Occidental.

## Observaciones
Es inofensivo para los humanos. 